# Resolución 1939 del Consejo de Seguridad de las Naciones Unidas
La resolución 1939 del Consejo de Seguridad de las Naciones Unidas, aprobada por unanimidad el 15 de septiembre de 2010, acordó prorrogar por última vez el mandato de la Misión de las Naciones Unidas en Nepal (UNMIN) hasta el 15 de enero de 2011, autorizando su retirada del país una vez expirado el mismo. Además de terminar satisfactoriamente su mandato, la resolución indicaba la necesidad de concluir el proceso de desarme de la guerrilla maoísta y de que las partes implicadas (Gobierno de Nepal y Partido Maoísta) pusieran fin definitivo al conflicto.
La resolución 1939 se produjo tres días después de que Gobierno y Partido Maoísta alcanzaran un acuerdo en el cual se comprometían a concluir el proceso de paz antes de enero de 2011. Además, según lo acordado en la resolución 1921 de mayo de 2010, el mandato expiraría el 15 de septiembre de 2010, siendo en principio esa fecha la límite para una eventual retirada de la UNMIN. Uno de los asuntos más controvertidos del proceso de paz era el destino y posible integración de 19.602 antiguos guerrilleros maoístas asentados en 28 campamentos custodiados por la UNMIN.